# Tomás Hernández Molina

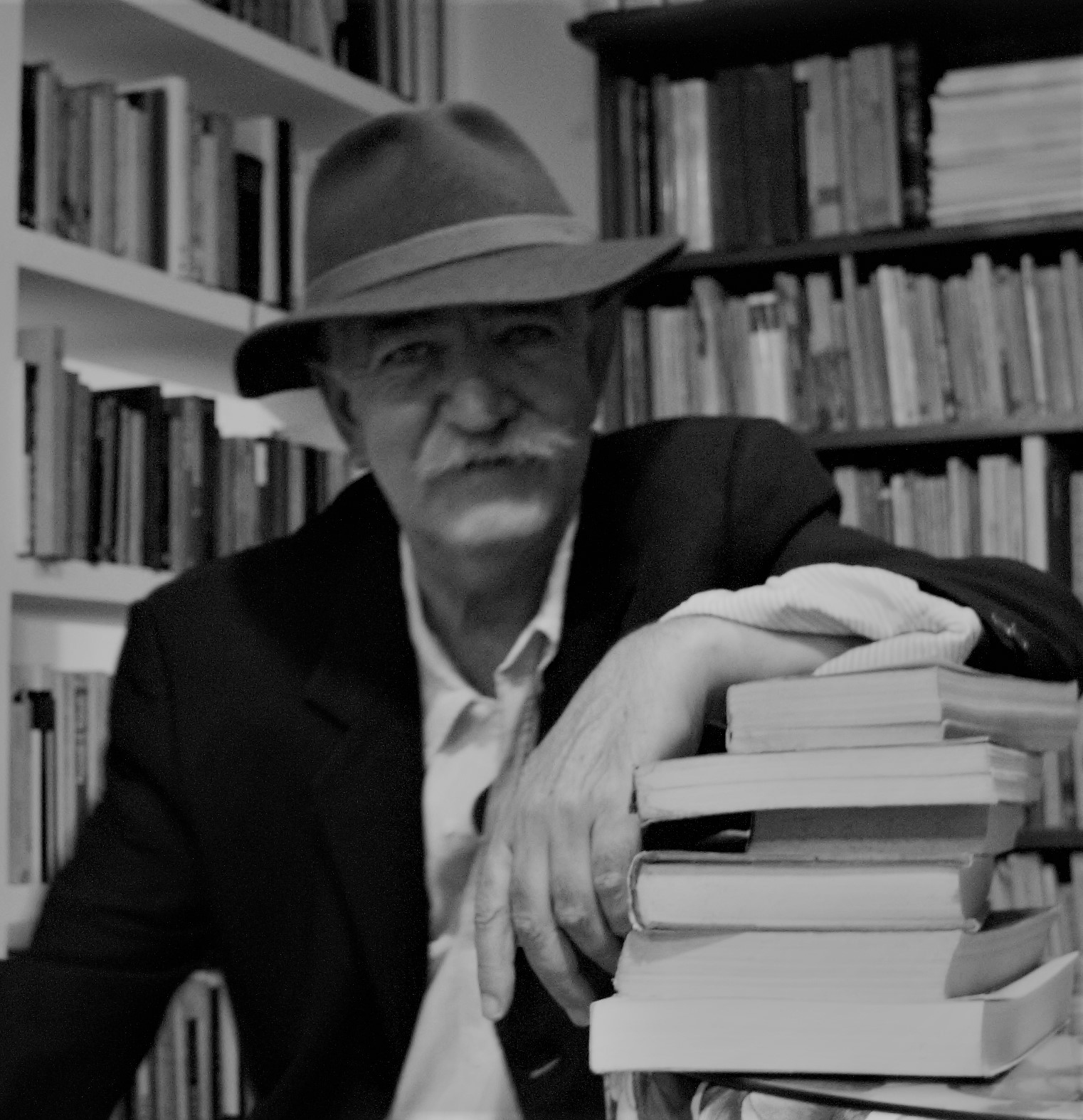
Tomás Hernández Molina. Foto: J. Celorrio

Tomás Hernández Molina (Alcalá la Real, provincia de Jaén, 1946) es poeta y profesor español.

## Biografía
Se ha dedicado a la docencia durante toda su vida profesional. Afincado en Almuñécar (Granada) desde 1986, ha sido profesor de la Universidad de Valencia, la Universidad Nacional de Educación a Distancia, el Instituto Benlliure y el IES Antigua Sexi de Almuñécar.
Su obra literaria es mayoritariamente poética: Esfinge (Valencia, 1978); La manera en que muerdes tus labios cuando esperas (Valencia, 1981); El viaje de Elpénor (Biblioteca Nueva, Madrid, 2004); Cuaderno de Salobreña (Salobreña, 2004); Y véante mis ojos (Biblioteca Nueva, Madrid, 2006); Última línea (Hiperión, Madrid, 2007); Accidentes geográficos (Las Palmas, 2008); Peñón de las Caballas (Tres Fronteras, Murcia, 2009); 174517 [El corazón del pájaro] (Cénlit, Pamplona, 2016), Hotel Comercio (El ojo de Poe, Alcalá la Real, 2017), Nadie vendrá (Reino de Cordelia, Madrid, 2019) y Donde duermen los pájaros (Diputación de Córdoba, 2021). Como poeta ha recibido, entre otros, el Premio Ciudad de Zaragoza, el Premio Manuel Alcántara, el Premio Jaén, el Premio Antonio Oliver Belmás, el Premio Ciudad de Pamplona, el Premio Ciudad de Salamanca y el Premio Vicente Núñez.
Ha publicado también una selección de Epigramas de Marcial (Universidad de Granada, 2003) y una antología de poemas de Francisco de Aldana (Biblioteca Nueva, Madrid, 2005). En el año 2012, publicó Un viento inesperado, que trata del naufragio de la armada de Felipe II en La Herradura en 1562. Sobre este suceso ha impartido varias conferencias y participado en el V Simposium Hispano-Árabe. Ha sido colaborador en la Revista de Filología Hispánica y en los diarios Las Provincias y Levante. Actualmente publica en Costadigital.es y en Eldiariodecarlospaz.com/. Es miembro de la Asociación Andaluza de Escritores y Críticos Literarios y del Centro Andaluz de las Letras.

## Obra poética
Esfinge (Valencia, 1978) ISBN: 978-84-7372-031-1
La manera en que muerdes tus labios cuando esperas (Valencia, 1981)
El viaje de Elpénor (Biblioteca Nueva, Madrid, 2004) ISBN: 978-84-9742-308-3
Cuaderno de Salobreña (Salobreña, 2004)
Y véante mis ojos (Biblioteca Nueva, Madrid, 2006) ISBN: 978-84-9742-549-0
Última línea (Hiperión, Madrid, 2007) ISBN: 978-84-7517-744-1
Accidentes geográficos (Las Palmas, 2008) ISBN: 978-84-88979-97-1
Peñón de las Caballas (Tres Fronteras, Murcia, 2009) ISBN: 978-84-7564-507-0
Tres veces vino y se fue el invierno. Antología 2004-2009 (Instituto de Estudios Giennenses, Jaén, 2013) ISBN 978-84-92876-26-6. Estudio preliminar y selección de Juan Carlos Abril.
174517 [El corazón del pájaro] (Cénlit Ediciones, Pamplona, 2016) ISBN: 978-84-16791-25-5
Hotel Comercio (El ojo de Poe, Alcalá la Real, 2017) ISBN: 978-84-946533-5-7
Nadie vendrá (Reino de Cordelia, Madrid, 2019) ISBN 978-84-18141-02-7
Donde duermen los pájaros (Diputación de Córdoba, 2021) ISBN 978-84-8154-595-1
El esfuerzo del copista (Hiperión, Madrid, 2022) ISBN 978-84-9002-209-2 (enlace roto disponible en Internet Archive; véase el historial, la primera versión y la última).

## Otros trabajos
La poesía de José María Álvarez (Quervo, Valencia, 1981)
Epigramas de Marcial (Universidad de Granada, 2003) ISBN: 978-84-338-3029-6
Poesías de Francisco de Aldana (Biblioteca Nueva, Madrid, 2005) ISBN: 978-84-9742-278-9
Un viento inesperado (Almuñécar, Granada, 2012) ISBN: 978-84-939367-0-9

## Premios y distinciones
- Premio de Poesía Ciudad de Zaragoza (2005)

- Premio Manuel Alcántara (Málaga, 2005)

- Premio Jaén (2007)

- Premio Antonio Oliver Belmás (Cartagena, 2008)

- Premio Ciudad de Pamplona (2016)

- Premio Ciudad de Salamanca de Poesía (2019)[1]

- XX Premio de Poesía Vicente Núñez (2020), por la obra: Donde duermen los pájaros.[2]

- XXVI edición del Premio Internacional de Poesía “Antonio Machado en Baeza”, por la obra: El esfuerzo del copista.